# كارستن شتولتس
كارستن شتولتس (بالألمانية: Karsten Stolz)‏ (و. 1964  م) هو منافس ألعاب قوى ألماني، ولد في أوبرهاوزن، شارك في الألعاب الأولمبية الصيفية 1984.

## روابط خارجية
- كارستن شتولتس على موقع الاتحاد الدولي لألعاب القوى (الإنجليزية)
- كارستن شتولتس على موقع أوليمبيديا (الإنجليزية)